# Alexandre Roguin
Pour les articles homonymes, voir Roguin.
Alexandre Roguin, né le 28 décembre 1771 à Amiens et mort le 8 octobre 1850 à Arras, est un pharmacien français.

## Biographie
Il fait partie de l'expédition d'Égypte, mais repart assez rapidement. Il est de retour en France le 29 septembre 1798.